# Gare du Palais (Haute-Vienne)
Pour les articles homonymes, voir Gare du Palais.
La gare du Palais (Haute-Vienne) est une ancienne gare ferroviaire française des lignes des Aubrais - Orléans à Montauban-Ville-Bourbon et du Palais à Eygurande - Merlines, située sur le territoire de la commune du Palais-sur-Vienne, dans le département de la Haute-Vienne, en région Nouvelle-Aquitaine.
C'était une gare de la Société nationale des chemins de fer français (SNCF), desservie jusque dans la première moitié des années 2010 par des trains des réseaux TER Auvergne et TER Limousin.

## Situation ferroviaire
Halte de bifurcation, elle est située au point kilométrique (PK) 392,669 de la ligne des Aubrais - Orléans à Montauban-Ville-Bourbon, entre les gares des Bardys et de Limoges-Bénédictins.
Elle est également l'origine de la ligne du Palais à Eygurande - Merlines. La gare suivante est celle de Saint-Priest-Taurion.
Son altitude est de 300 m.

## Histoire
Pas moins de cinq séances  du conseil municipal montrent la volonté des Palaisiens à avoir une gare et ce, de 1884 à 1892. Ainsi, le 10 août 1884, c'est monsieur Lamy qui propose à l'assemblée "d'émettre un vœu [auprès de la Compagnie d'Orélans] tendant à obtenir l'établissement d'une station". Les besoins étaient semblent-ils nombreux en ce qui concerne l'agriculture ("transport des phosphates, chaux, etc., les moulins à farines (...) et les importantes usines de pâte à porcelaine (...) vu le tonnage considéraable des matières qu'elles emploient...") et "vu le mouvement naturel de la population rapprochée". Un lieu est même proposé entre le viaduc  et le chemin en voie d'exécution du Palais à Rilhac-Rancon : le hameau du Gravier. Le 22 novembre 1885, le maire communique le rejet en date du 29 août par M. le Ministre des Travaux Publics et le conseil exprime un nouveau vœu. Quatre ans plus tard, le 28 avril 1889, la maire "expose au Conseil qu'il serait de nouveau question, sinon de faire une station, tout au moins d'établir un bureau de distribution de billets au baraquement existant au croisement des lignes Toulouse à Paris et Limoges à Clermont". Des pétitions sont lancées. Le 16 février 1890 le Directeur des Chemins de fer avise M. le Préfet de la Haute-Vienne "qu'il ne peut être établi pour le moment une halte au poste du Palais". Enfin, le 12 juin 1892, le Conseil émet le vœu, à l'unanimité, que la Compagnie "autorise tout au moins à monter et descendre à la halte située à la bifurcation des chemins de Paris et d'Eymoutiers".
Depuis 2015, la gare n'est plus desservie par aucun TER.
En 2023, la mairie du Palais souhaite la réouverture d'une halte au sein de la commune et demande l'appui de la région qui indique que ce projet est à l'étude. La halte pourrait être déplacée et se trouver à proximité du nouvel EHPAD du Puy Martin,.

## Service des voyageurs

### Accueil
Halte SNCF, c'est un point d'arrêt non géré (PANG) à entrée libre, fermé dans les années 2010.
Elle est équipée de trois voies à quai 1; 2 et 3 respectivement de longueur utile 155 m, 150 m et 100 m. Les trois quais possèdent un abri voyageurs et un parking pour les véhicules y est aménagé. Le changement de quai se fait par un passage dit platelage posé entre les voies.

### Desserte
En 2012, la halte était desservie par les relations commerciales suivantes : 
- Limoges - Montluçon (TER Auvergne et TER Limousin[6]) ;
- Limoges - La Souterraine (TER Limousin[6]) ;
- Limoges - Ussel (TER Limousin[6]).

La gare n'est plus intégrée aux dessertes dans les services annuels 2015.